# کوه تساخووآ
کوه تساخووآ (انگلیسی: Mount Tsakhvoa) یک کوه در سرزمین کراسنودار کشور روسیه است.